# Annemiek van Vleuten
Annemiek van Vleuten ([ɑnəˈmik fɑn ˈvløːtə(n)]; * 8. Oktober 1982 in Vleuten) ist eine ehemalige niederländische Radrennfahrerin. Sie ist Olympiasiegerin, wurde vier Mal Weltmeisterin und war eine der erfolgreichsten Straßenradsportlerinnen der 2010er und beginnenden 2020er Jahre.

## Radsportlaufbahn
Erst mit 24 Jahren kam Annemiek van Vleuten zum Leistungsradsport. Zuvor hatte sie Fußball gespielt, was sie wegen einer Knieverletzung aufgeben musste. An der Universität Wageningen schloss sie 2007 mit einem Master in Epidemiologie ab.
2008 wurde sie bei den Universitäts-Straßen-Weltmeisterschaften in Nijmegen Zweite im Einzelzeitfahren und Dritte im Straßenrennen. 2010 gewann sie die Route de France Féminine und wurde Siebte in der Gesamtwertung des Giro della Toscana Femminile. 2011 gewann sie die Flandern-Rundfahrt, das Open de Suède Vårgårda und den Grand Prix de Plouay und entschied somit die Gesamtwertung des Rad-Weltcups der Frauen für sich. In den Anfangsjahren ihrer Karriere musste sie sich wiederholt Operationen wegen einer Verengung der Leistenschlagader unterziehen.
2013 wurde Annemiek van Vleuten gemeinsam mit Marianne Vos, Roxane Knetemann, Pauline Ferrand-Prévot, Thalita de Jong und Lucinda Brand Vize-Weltmeisterin im Mannschaftszeitfahren. Bei den Olympischen Spielen 2016 setzte sie sich mit Mara Abbott im Straßenrennen am letzten Anstieg aus einer vierköpfigen Spitzengruppe ab und distanzierte Abbott in der Abfahrt zunächst, stürzte dann aber schwer und zog sich drei Knochenabsplitterungen an der Lendenwirbelsäule und eine schwere Gehirnerschütterung zu.

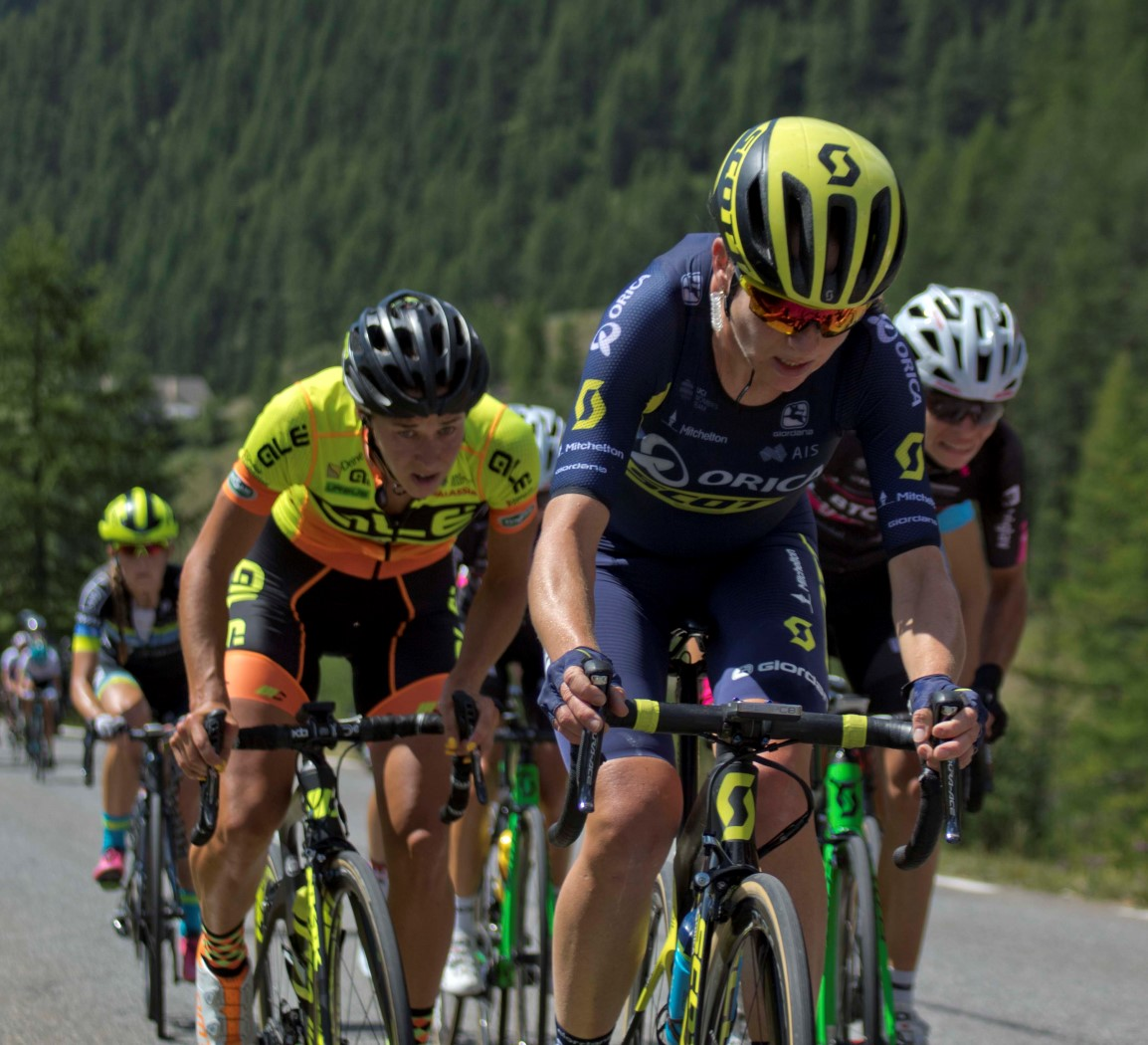
Van Vleuten bei La Course by Le Tour de France 2017

Im Jahr darauf gewann sie das Cadel Evans Great Ocean Road Race und wurde zum dritten Mal niederländische Zeitfahrmeisterin. Beim Giro d’Italia Femminile konnte sie zwei Etappen für sich entscheiden und wurde Dritte in der Gesamtwertung. Des Weiteren gewann sie bei La Course by Le Tour de France die Bergankunft auf dem Col d’Izoard und gewann die Gesamtwertung der Boels Rental Ladies Tour. Zum Ende des Jahres wurde van Vleuten Weltmeisterin im Einzelzeitfahren und wurde Erste im UCI World Ranking der Frauen.

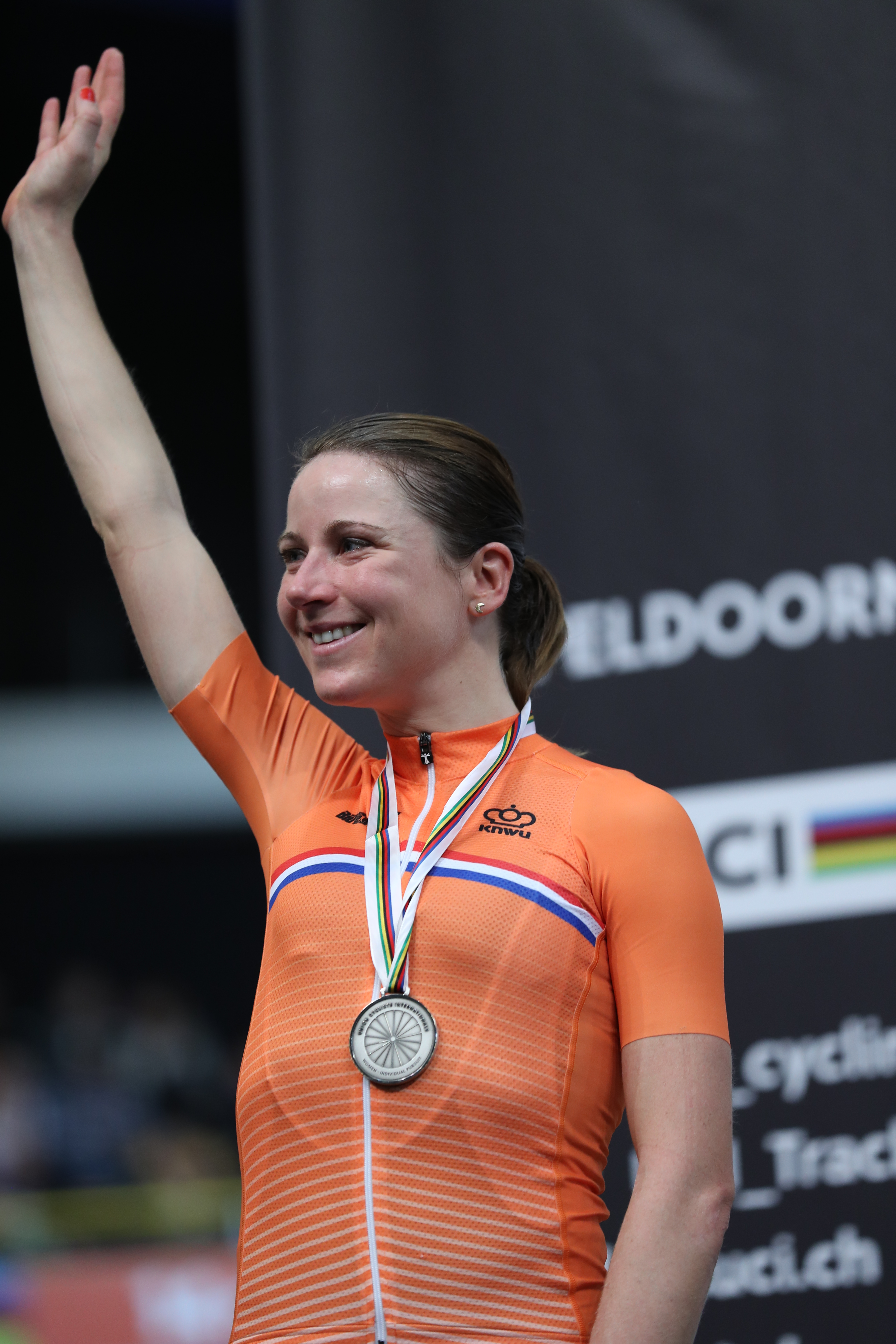
Auf dem Podium bei den Bahn-Weltmeisterschaften 2018

2018 gewann van Vleuten den Giro d’Italia Femminile, wo sie bei ihren drei Etappensiegen unter anderem das Bergzeitfahren und die Bergankunft auf dem Monte Zoncolan für sich entschied. Zwei Tage später lieferte sie sich bei La Course by Le Tour de France ein großes Duell mit ihrer Rivalin und Landsfrau Anna van der Breggen. Die letzten 16 Kilometer über den Col de la Colombière und hinunter nach Le Grand-Bornand behauptete Anna van der Breggen einen Vorsprung von wenigen Sekunden auf Annemiek van Vleuten, bevor letztere sie noch innerhalb der letzten 50 Meter übersprinten konnte.

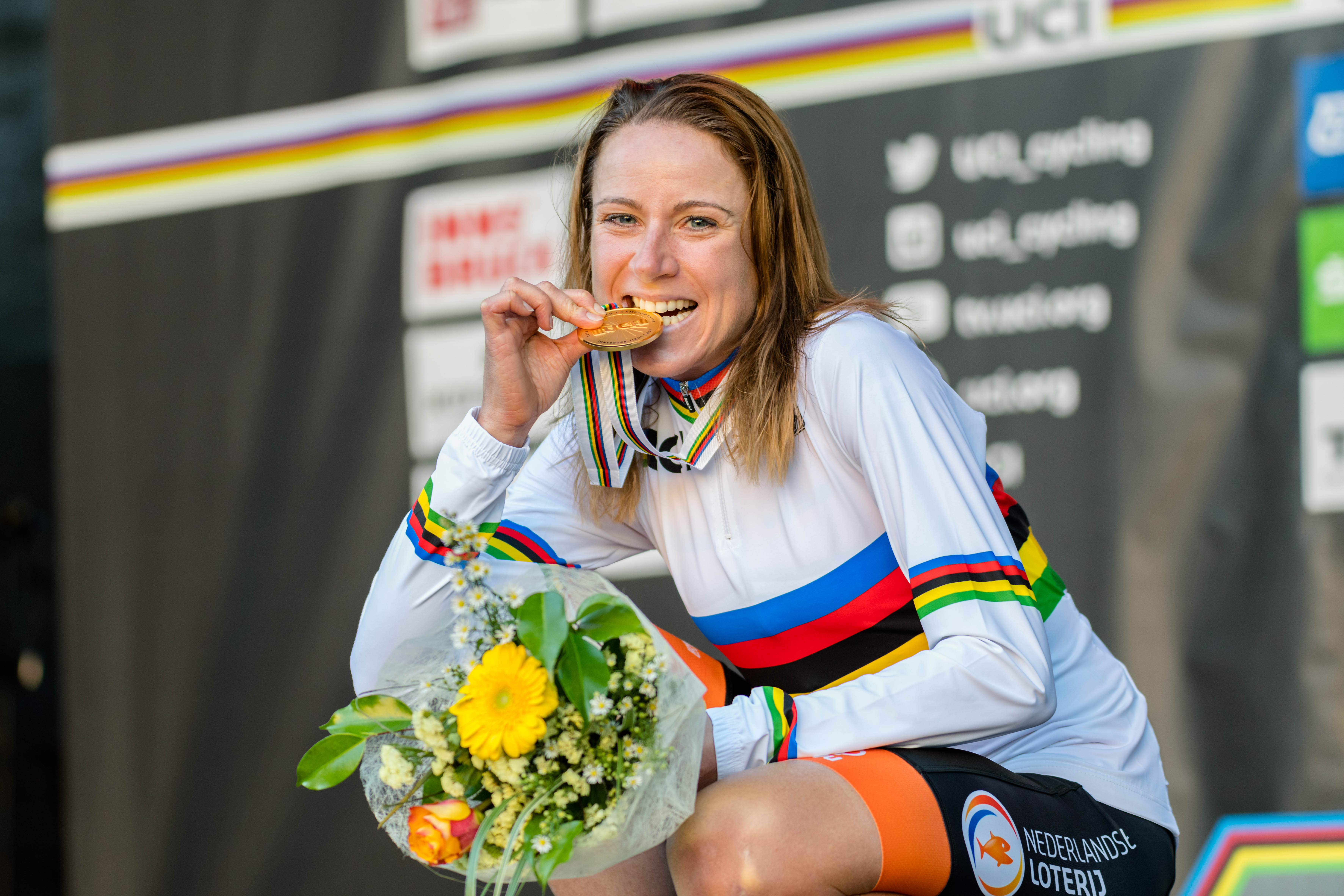
Van Vleuten verteidigte ihren Zeitfahrtitel bei den Straßen-Weltmeisterschaften 2018

Im weiteren Verlauf der Saison gewann sie wie im Jahr zuvor die Boels Ladies Tour und übernahm die Führung im UCI Women’s WorldTour-Ranking. Bei den Straßen-Weltmeisterschaften 2018 in Innsbruck gewann sie zum zweiten Mal das Einzelzeitfahren über 27,7 Kilometer, mit einem Vorsprung von 29 Sekunden auf van der Breggen. Im anschließenden Straßenrennen attackierte sie erfolglos und wurde Siebte. Nach dem Rennen stellte sich heraus, dass sie vor ihrem Angriff etwa 100 Kilometer vor dem Ziel sich bei einem Sturz den Tibiakopf im Knie gebrochen hatte. Sie beendete die Saison als Siegerin des UCI Women’s WorldTour Rankings.
Ende Januar 2019 nahm sie ihr Radsporttraining wieder auf. In der UCI Women’s WorldTour 2019 gewann van Vleuten die Strade Bianche und den Giro d’Italia Femminile. Nach einer dominanten Vorstellung auf der fünften Etappe des Giro wurde sie selbst von der Konkurrenz als „Außerirdische“ bezeichnet. Sie wurde jeweils Zweite der Flandern-Rundfahrt, des Amstel Gold Race sowie der Flèche Wallonne und siegte nach einer Alleinfahrt über 30 Kilometer bei Lüttich–Bastogne–Lüttich. Bei den Straßen-Weltmeisterschaften 2019 im englischen Yorkshire holte Annemiek van Vleuten den Titel im Straßenrennen nach einer Alleinfahrt von 104 Kilometern mit 2:15 Minuten Vorsprung auf die nächste Verfolgerin Anna van der Breggen. Im Zeitfahren belegte sie Platz drei.
Nach dem Gewinn der Weltmeisterschaft gewann van Vleuten in der durch die COVID-19-Pandemie unterbrochene Saison 2020 die ersten fünf Rennen in Folge, darunter das WorldTour-Rennen Strade Bianche. Bei den UEC-Straßen-Europameisterschaften 2020 im August gewann sie den Titel im Straßenrennen. Wenige Wochen später startete sie beim Giro d’Italia Femminile, gewann die zweite Etappe und übernahm die Führung in der Gesamtwertung. Auf der siebten Etappe stürzte sie kurz vor dem Ziel und brach sich das Handgelenk, weshalb ihre Teilnahme an den Straßenweltmeisterschaften in Imola in Frage stand. Dennoch konnte sie sich dort nur wenige Tage später Rang zwei im Straßenrennen sichern.
Im Olympischen Straßenrennen der Frauen in Tokio errang sie 2021 die Silbermedaille. Als sie die Ziellinie überquerte, glaubte van Vleuten zunächst, sie habe Gold gewonnen, da sie nicht bemerkt hatte, dass sich die Siegerin Anna Kiesenhofer zuvor weit abgesetzt hatte. Anschließend gewann sie die Goldmedaille im olympischen Einzelzeitfahren. Bei der ersten Austragung von Paris-Roubaix Femmes im Oktober 2021 stürzte sie auf nassem Kopfsteinpflaster und erlitt einen doppelten Schambeinbruch. Zum Ende der Saison 2021 entschied sie erneut die Gesamtwertung der UCI Women’s WorldTour für sich.
Im Frühjahr 2022 kündigte sie an, zum Saisonende 2023 ihre Karriere als Aktive zu beenden. Im Juli desselben Jahres gewann sie beim Giro d’Italia Donne die Gesamtwertung und kurz danach bei der ersten Austragung der Tour de France Femmes die beiden letzten Etappen sowie die Gesamtwertung. Bei den Straßenweltmeisterschaften 2022 gewann sie trotz eines gebrochenen Ellenbogens ihren zweiten Titel als Weltmeisterin im Straßenrennen.
In ihrer letzten Saison wiederholte Annemiek van Vleuten ihre Siege bei der Vuelta Femenina und dem Giro d’Italia Donne; bei der Tour de France Femmes konnte sie den vierten Platz belegen. Bei der Weltmeisterschaft 2023 wurde sie im Straßenrennen Achte, nachdem sie zu Beginn der Schlussrunde mit einem Defekt zurückgefallen war. In ihrem vorletzten Etappenrennen, der Tour of Scandinavia 2023, holte sie mit dem Gesamtsieg den letzten von 104 Erfolgen ihrer Karriere. Im September 2023 bestritt Annemiek van Vleuten mit der Simac Ladies Tour ihr letztes Rennen. Es endete am 10. September 2023 in Arnheim, rund 15 Kilometer von ihrem Wohnort Wageningen entfernt. Nach dem Ende des Rennens wurde sie dort von vielen Tausend Menschen gefeiert. Van Vleuten beabsichtigte nach Abschluss ihrer Straßenkarriere, ohne spezielle Vorbereitung an den Gravel-Weltmeisterschaften 2023 teilzunehmen, musste den Start aber aufgrund einer Fußverletzung absagen.

## Ehrungen
2017 sowie 2019 wurde Annemiek van Vleuten Radsportlerin des Jahres in den Niederlanden. In mehreren Jahren wurde sie in ihrem Wohnort Wageningen zur „Sportlerin des Jahres“ gewählt, 2023 erhielt sie dort die Ehrenbürgerschaft.
Auf dem Cauberg in Valkenburg wurde die Straße „Annemiek van Vleuten Allée“ nach ihr benannt.

## Berufliches
Annemiek van Vleuten ist ab 2024 als Kommentatorin bei NOS und der belgischen Sport-Website Sporza tätig.

## Erfolge
2010
- eine Etappe Gracia Orlová
- eine Etappe Emakumeen Bira
- Gesamtwertung und eine Etappe Route de France Féminine

2011
- Flandern-Rundfahrt
- Open de Suède Vårgårda
- GP de Plouay
- UCI Rad-Weltcup

2012
- GP Stad Roeselare
- Prolog und eine Etappe Festival luxembourgeois du Cyclisme Féminin Elsy Jacobs
- Holland Hills Classic
- 7-Dorpenomloop Aalburg
- eine Etappe Emakumeen Bira
- Niederländische Meisterin – Straßenrennen
- Prolog Giro della Toscana Femminile

2013
- Weltmeisterschaft – Mannschaftszeitfahren (mit Marianne Vos, Roxane Knetemann, Pauline Ferrand-Prévot, Thalita de Jong und Lucinda Brand)
- Prolog Festival luxembourgeois du Cyclisme Féminin Elsy Jacobs
- eine Etappe Internationale Thüringen-Rundfahrt der Frauen
- eine Etappe Trophée d’Or Féminin

2014
- Niederländische Meisterin – Einzelzeitfahren
- Gesamtwertung, Prolog und zwei Etappen Lotto Belisol Belgium Tour
- eine Etappe Giro d’Italia Femminile

2015
- Europaspiele – Straßenrennen
- Prolog Emakumeen Bira
- Prolog Giro d’Italia Femminile
- Prolog Giro della Toscana Femminile

2016
- Gesamtwertung Festival luxembourgeois du Cyclisme Féminin Elsy Jacobs
- eine Etappe Auensteiner Radsporttage
- Niederländische Meisterin – Einzelzeitfahren
- Gesamtwertung und eine Etappe Lotto Belgium Tour

2017
- Cadel Evans Great Ocean Road Race
- Durango–Durango Emakumeen Saria
- eine Etappe Emakumeen Bira
- Niederländische Meisterin – Einzelzeitfahren
- zwei Etappen,  Punktewertung und  Bergwertung Giro d’Italia Femminile
- La Course by Le Tour de France
- Gesamtwertung, Prolog und eine Etappe Boels Rental Ladies Tour
- Weltmeisterin – Einzelzeitfahren

2018
- eine Etappe Womens Herald Sun Tour
- Weltmeisterschaft – Einerverfolgung
- eine Etappe Emakumeen Bira
- Gesamtwertung, drei Etappen und  Punktewertung Giro d’Italia Femminile
- La Course by Le Tour de France
- Arnhem–Veenendaal Classic
- Gesamtwertung, Prolog, zwei Etappen und Punktewertung Boels Ladies Tour
- Weltmeisterin – Einzelzeitfahren
- Gesamtwertung – UCI Women’s WorldTour

2019
- Strade Bianche
- Lüttich–Bastogne–Lüttich
- Niederländische Meisterin – Einzelzeitfahren
- Gesamtwertung, zwei Etappen,  Punktewertung und  Bergwertung Giro d’Italia Femminile
- Prolog Boels Rental Ladies Tour
- Weltmeisterschaft – Einzelzeitfahren
- Weltmeisterin – Straßenrennen

2020
- Omloop Het Nieuwsblad
- Emakumeen Nafarroako Klasikoa
- Clasica Femenina Navarra
- Durango–Durango Emakumeen Saria
- Strade Bianche
- Europameisterin – Straßenrennen
- eine Etappe Giro d’Italia Femminile
- Weltmeisterschaft – Straßenrennen

2021
- Dwars door Vlaanderen
- Flandern-Rundfahrt
- Gesamtwertung und eine Etappe Setmana Ciclista Valenciana
- Emakumeen Nafarroako Klasikoa
- Olympische Spiele – Straßenrennen
- Olympische Spiele – Einzelzeitfahren
- Clásica San Sebastián
- Gesamtwertung und eine Etappe Ladies Tour of Norway
- Gesamtwertung und zwei Etappen Ceratizit Challenge by La Vuelta
- Gesamtwertung – UCI Women’s WorldTour

2022
- Gesamtwertung und eine Etappe Setmana Ciclista Valenciana
- Omloop Het Nieuwsblad
- Lüttich-Bastogne-Lüttich
- Gesamtwertung Giro d’Italia Donne
- Gesamtwertung und zwei Etappen Tour de France Femmes
- Gesamtwertung und eine Etappe Ceratizit Challenge by La Vuelta
- Gesamtwertung UCI Women’s WorldTour
- Weltmeisterin – Straßenrennen

2023
- Gesamtwertung La Vuelta Femenina
- Gesamtwertung, drei Etappen,  Punktewertung und  Bergwertung Giro d’Italia Donne
- Gesamtwertung Tour of Scandinavia

## Weltmeisterschafts-Platzierungen
| Weltmeisterschaft        | 2010 | 2011 | 2012 | 2013 | 2014 | 2015 | 2016 | 2017 | 2018 | 2019 | 2020 | 2021 | 2022 |
| ------------------------ | ---- | ---- | ---- | ---- | ---- | ---- | ---- | ---- | ---- | ---- | ---- | ---- | ---- |
| StraßenrennenStraße      | 25   | 24   | 11   | 15   | –    | –    | 53   | 4    | 7    | 1    | 2    | 19   | 1    |
| EinzelzeitfahrenEZF      | –    | –    | –    | –    | –    | –    | 5    | 1    | 1    | 3    | –    | 3    | 7    |
| MannschaftszeitfahrenMZF | –    | –    | 4    | 2    | –    | –    | –    | –    | –    | –    | –    | 2    | 5    |